# Cenophengus breviplumatus
Cenophengus breviplumatus är en skalbaggsart som beskrevs av Wittmer 1976. Cenophengus breviplumatus ingår i släktet Cenophengus och familjen Phengodidae. Inga underarter finns listade i Catalogue of Life.